# 無敵少俠
無敵少俠（英語：Invincible），本名馬克·葛瑞森（Mark Grayson），是Image漫畫中的虛構超級英雄角色，由作家勞勃·柯克曼和藝術家科瑞·沃克共同創作。無敵少俠首次於《野蠻龍》#102中登場。

## 其他媒體

### 電視
- 《無敵少俠》：由史蒂芬·連配音[1][2][3]。

## 外部連結
- Invincible （页面存档备份，存于） Image漫畫
- Invincible at Comicvine （页面存档备份，存于）